# برات آند ويتني آر-1690 هورنت

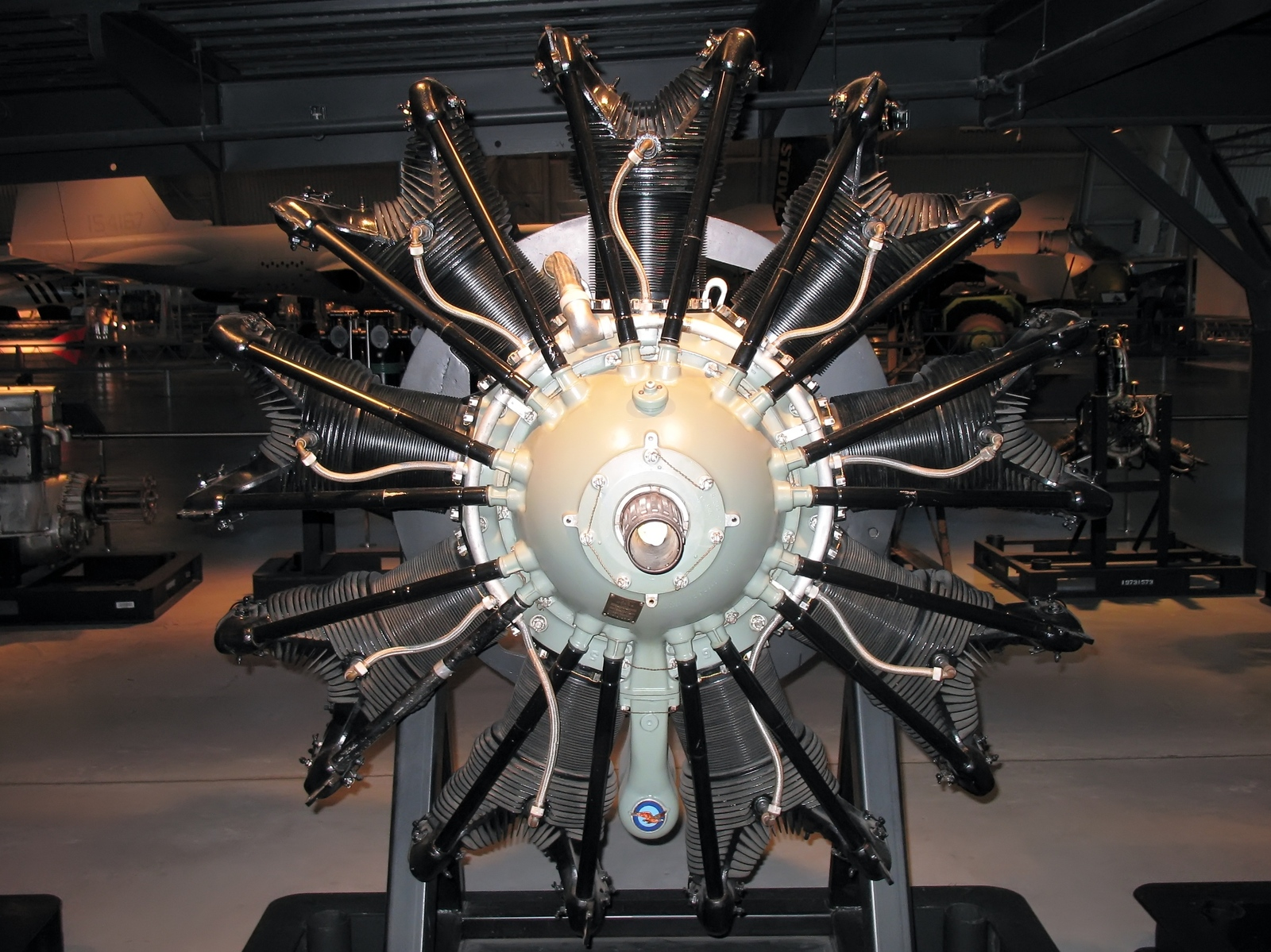
برات آند ويتني آر-1690 بي

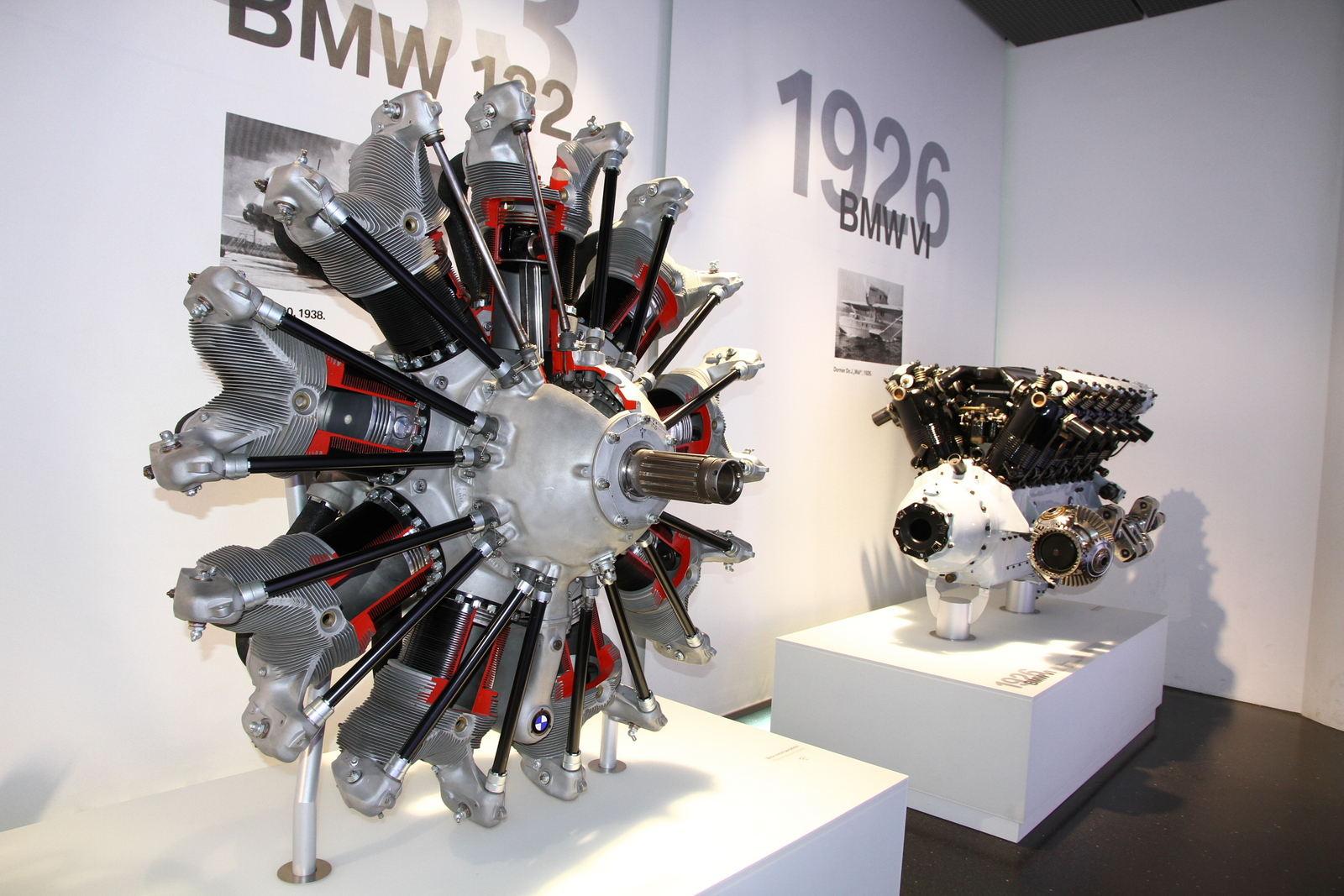
بي إم دبليو 132

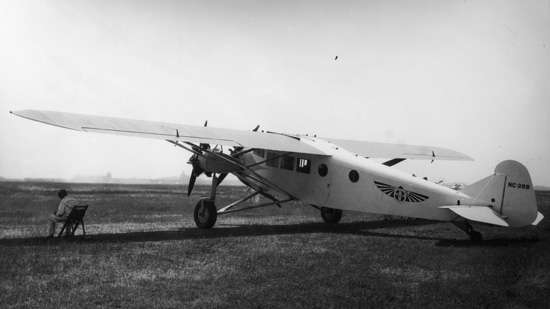
طائرة يخت باخ الهوائي

كان محرك برات آند ويتني آر-1690 هورنت محرك طائرة طُور بواسطة برات آند ويتني، و تم إنتاج 2944 وحدة منه بين 1926 و 1942.
حلق المحرك لأول مرة عام 1927. و كان محرك شعاعي يبرد بالهواء، مكون من 9أسطوانات في صف واحد. كما بلغت سعة المحرك 1690 بوصة مكعبة (27.7 لتر).
صُنع المحرك بترخيص في إيطاليا تحت اسم فيات ايه 59. و في ألمانيا، كان المحرك بي إم دبليو 132 نسخة مطورة من هذا المحرك. كما كان محرك آر-1860 هورنت بي طراز مكبر أُنتج بداية من 1929.

## الأنواع
- آر-1690-3

525 حصان (392 كيلو واط)
- آر-1690-5

525 حصان (392 كيلو واط)
- آر-1690-11

775 حصان (578 كيلو واط)
- آر-1690-13

625 حصان (466 كيلو واط)
- آر-1690-اس 5 دي 1 جي

700 حصان (522 كيلو واط)
- آر-1690-52

750 حصان (559 كيلو واط)
- آر-1690-اس دي جي
- آر-1690-اس 1 أي جي

750 حصان (559 كيلو واط)
- آر-1690-اس 2 أي جي
- آر-1690-25

850 حصان (634 كيلو واط)
- آر-1690-اس 1 سي 3 جي

1050 حصان (780 كيلو واط)
- فيات ايه 59 آر

صُنع في إيطاليا  بترخيص مع استخدام تروس تخفيض.
- فيات ايه 59 آر سي

صُنع في إيطاليا بترخيص مع استخدام تروس تخفيض و شاحن توربيني.
- بي إم دبليو هورنت

إنتاج مرخص للهورنت في ألمانيا، تطور إلى بي إم دبليو 132.

## التطبيقات
- يخت باخ الهوائي  [لغات أخرى]‏
- بيلانكا 31-40  [لغات أخرى]‏
- بوينغ 80
- بوينغ طراز 95
- بوينغ نموذج 299
- بيرنلي يو بي-14  [لغات أخرى]‏
- دوجلاس أو-38
- فوك-وولف اف دبليو 200 في 1
- يونكرز-يو52
- يونكرز يو-86
- يونكرز دبليو 34  [لغات أخرى]‏
- كيستون بي-3  [لغات أخرى]‏

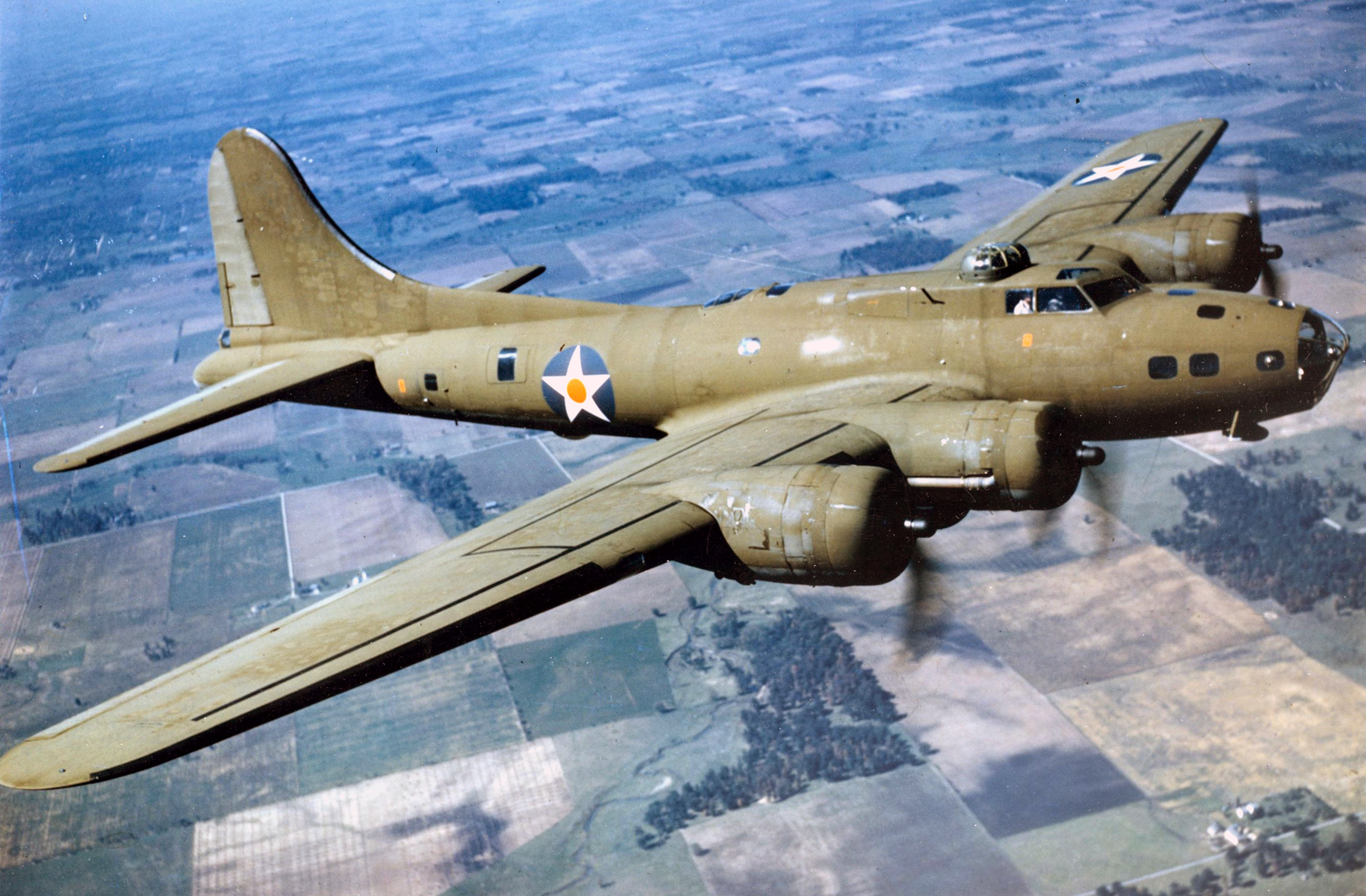
بوينغ نموذج 299

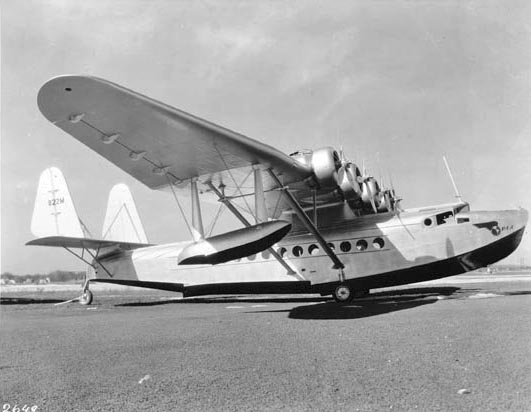
سيكوروسكي اس-42

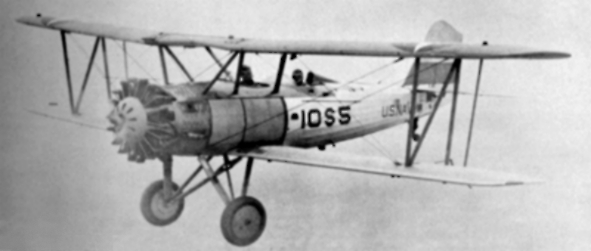
فوغت أو 2 يو كورسير

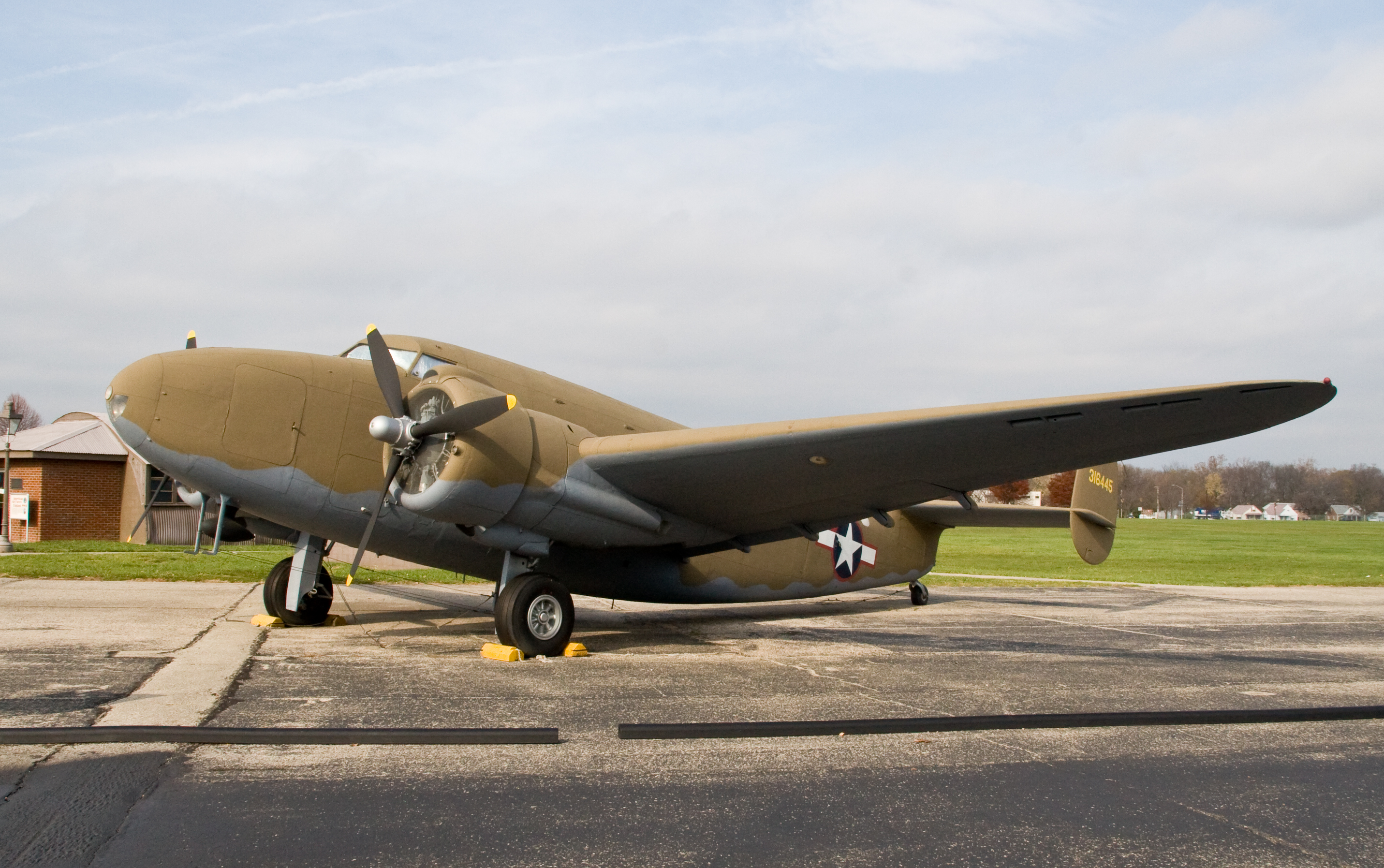
لوكهيد لودستار في المتحف القومي للقوات الجوية الأمريكية للطيران

- لوكهيد طراز 14 سوبر إليكترا (إل-14 اتش)
- لوكهيد لودستار (سي-56 ايه، سي-56 بي، سي-56 سي، سي-56 دي، سي-56 أي، سي-59/إم كيه 1 ايه)
- مارتن إكس بي-14
- فوغت أو 2 يو كورسير  [لغات أخرى]‏
- سيكوروسكي اس-40 ايه
- سيكوروسكي اس-42  [لغات أخرى]‏
- سيكوروسكي اس-43  [لغات أخرى]‏
- ويدل-ويليامز طراز 14  [لغات أخرى]‏

## محركات معروضة
- يعرضمحرك آر-1690 في متحف إنجلترا الجوي الجديد  [لغات أخرى]‏، مطار برادلي الدولي  [لغات أخرى]‏، ويندسو .[2]

## مواصفات (آر-1690 اس أي إي- جي)

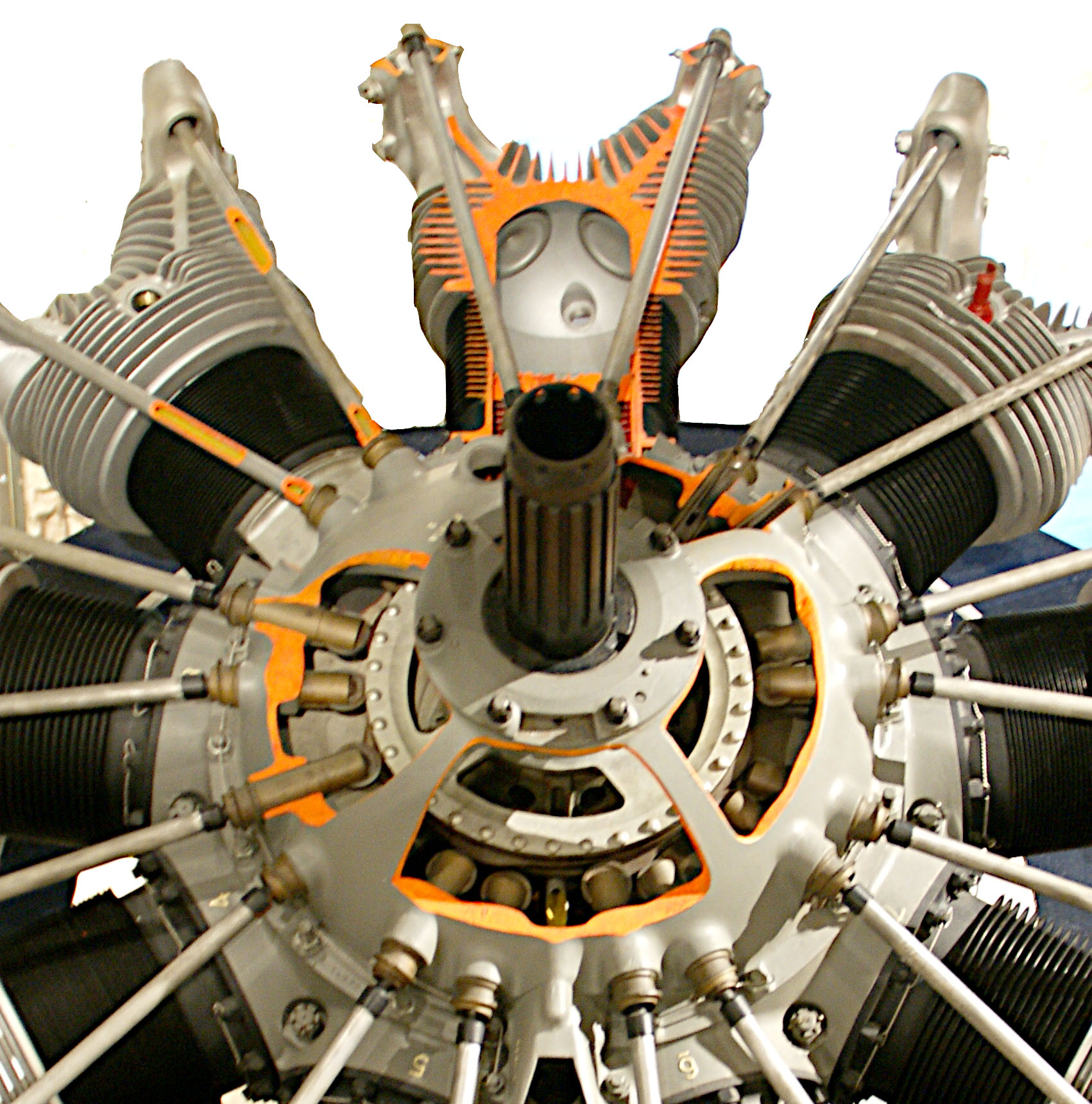
محرك آر-1690 بقطاعات في غرف الأسطوانات لتوضيح المكونات الداخلية

### مواصفات عامة
- النوع:محرك طائرة شعاعي أحادي الصف يبرد بالهواء، مكون من 9 أسطوانات و مزود بشاحن توربيني.
- قطر الأسطوانة: 155.6 مم.
- الشوط: 161.9 مم.
- سعة المحرك:1690 بوصة تكعيب (27.7 لتر).
- الطول:50.98 بوصة (1295مم).
- القطر:54.41 بوصة (1382مم).
- الوزن:1014 باوند (460 كجم).

### المكونات
- الصمامات: صمام علوي (بالإنجليزية: Overhead valve).
- شاحن توربيني:شاحن توربيني طارد مركزي أحادي السرعة، نسبة الترس 12:1.
- نظام الوقود: 2مكربنات هواء متوازيين من النوع سترومبرج.
- نوع الوقود:بنزين رقم الأوكتان 87.
- نظام التبريد: تبريد بالهواء.
- ترس تخفيض: تروس تداويرية، 2:3.

### الأداء
- القدرة الناتجة:789 حصان (589 كيلو وات) عند سرعة دورانية 2300 دورة/دقيقه أثناء الإقلاع، و 740 حصان (552 كيلو وات) عند سرعة دورانية 2250 دورة/دقيقه على ارتفاع 7000 قدم (2135 متر).
- القدرة النوعية: 21.26 كيلو وات/لتر (0.47 حصان/بوصة مكعب).
- نسبة الانضغاط:1:6
- الاستهلاك النوعي للزيت: 0.6 باوند/حصان.ساعة (362 جرام/كيلو وات.ساعة).
- استهلاك الزيت: 16 جرام/كيلو وات.ساعة.
- نسبة القدرة إلى الوزن: 0.78 حصان/باوند (1.28 كيلو وات/كجم).

## مزيد من القراءة
- Gunston, Bill (2006). World Encyclopedia of Aero Engines, 5th Edition. Phoenix Mill, Gloucestershire, England, UK: Sutton Publishing Limited. ISBN 0-7509-4479-X.

## وصلات خارجية
- برات آند ويتني آر-1690